# Giovanni Stewart (1481-1536)
Giovanni Stewart (1481 – Mirefleurs, 2 giugno 1536) è stato un generale scozzese che tenne la reggenza per il regno di Scozia dal 1515 al 1524 e venne creato duca d'Albany entrando così fra i pari di Scozia. Cercò un'alleanza con la Francia contro la minaccia inglese di Enrico VIII. Falliti i tentativi, si rifugiò in Francia nel 1524 e scese in Italia con Francesco I.
Dal 1530 al 1533 fu ambasciatore presso la Curia romana.

## Infanzia
Giovanni era figlio di Alessandro Stewart, fratello minore del re Giacomo III di Scozia e di Anna de La Tour d'Auvergne. Suo padre era stato un uomo ambizioso e per questo si era duramente scontrato con il fratello re, tanto che nel 1479 aveva dovuto riparare in Francia, dove sposò la moglie. Qualche anno dopo si era riappacificato con il fratello Giacomo e aveva potuto ritornare in Scozia, ma nel 1483 fu costretto a fuggire di nuovo, poiché sulla sua testa pendeva una condanna a morte per tradimento. Non è chiaro se il figlio fosse nato in Francia o in Scozia. Nel 1485 il padre morì a Parigi nel corso di una giostra e Giovanni venne cresciuto dalla madre. La successione al padre fu contrastata: questi infatti era già stato sposato con Caterina Sinclair: il matrimonio era stato annullato nel 1478 sebbene ne fossero nati due figli maschi, che erano stati dichiarati illegittimi. Giovanni divenne duca d'Albany e conte delle Marche.
Nel 1487 Anna si risposò con Luigi de Seyssel, l'anno seguente anche suo zio Giacomo III di Scozia morì.

## Vicino al trono di Scozia
Fin dalla giovinezza Giovanni fu considerato molto vicino alla successione al trono di Scozia: il re Giacomo IV di Scozia, sul trono dal 1488 aveva infatti avuto diversi figli maschi, tutti morti in tenera età. Dalla morte dell'ultimo figlio maschio vivente di Giacomo III (Giacomo Stewart, duca di Ross (marzo 1476-gennaio 1504), Giovanni Stewart era stato nominato erede presuntivo, ma venne poi soppiantato dalla nascita nel 1512 di un altro figlio maschio del re, Giacomo che sembrava destinato a sopravvivere.
L'8 luglio 1505 si sposò con la propria cugina (figlia di suo zio materno Giovanni III de La Tour d'Auvergne), Anna de La Tour d'Auvergne, che gli portò in dote i contadi di Auvergne e Lauragais, titoli che detenne fino alla morte della moglie avvenuta nel 1524.
Nel 1513 Giacomo IV di Scozia morì alla battaglia di Flodden Field lasciando come unico erede il figlio Giacomo, ancora infante, con sua madre, Margherita Tudor come reggente. Quando nel 1514 la reggente si sposò con Archibald Douglas, sesto conto di Angus, andando contro il volere dei nobili, Giovanni venne chiamato a prendere la reggenza al suo posto. Giovanni Stewart giunse al castello di Dumbarton il 26 maggio 1515 con otto navi, fra cui due che il defunto re Giacomo aveva inviato due anni prima a Luigi XII di Francia.
Una volta in Scozia, Giovanni utilizzò l'innata mancanza di fiducia che i nobili avevano in Margherita per isolarla e nel 1516 la strinse d'assedio nel castello di Stirling e la costrinse a riparare in Inghilterra, lasciando il figlio in mano a Giovanni, che rimase il solo reggente.
Archibald Douglas si riappacificò con il reggente già dal 1516 e questi fra il 1517 e il 1520 soggiornò spessissimo in Francia, delegando l'esercizio delle funzioni di reggente a dei luogotenenti. Margherita tentò invano di riprendere la reggenza nelle proprie mani e suo figlio Giacomo si trovò virtualmente prigioniero di Giovanni, tanto che sua madre fra il 1516 e il 1524 lo poté vedere solo una volta. Margherita si allontanò dal marito, che aveva ripreso a vivere con Janet Stewart, sua antica amante: quando Giovanni tornò in Scozia nel 1521 si schierò dalla sua parte perché egli la appoggiasse nella causa di divorzio. A dicembre Archibald Douglas venne accusato di tradimento e inviato come prigioniero in Francia. Nel 1524 il consiglio di reggenza dichiarò la maggiore età di Giacomo, nonostante che questi avesse solo dodici anni. Giovanni Stewart perdette di potere e Archibald Douglas tornò in Scozia con l'appoggio di Enrico VIII d'Inghilterra e riuscì a conquistare Edimburgo e il parlamento, divenendo successivamente cancelliere di Scozia.

## Vita in Francia
Giovanni Stewart tornò a vivere in Francia e nello stesso anno morì anche sua moglie, e poco dopo la loro unica figlia, Anna, ancora adolescente. Le terre e i titoli di sua moglie passarono alla nipote di lei Caterina de' Medici, figlia di sua sorella Maddalena de La Tour d'Auvergne. Combatté per Francesco I di Francia nelle guerre d'Italia fra Francia, Spagna e Sacro Romano Impero e fu posto a capo di un'armata francese. Combatté l'esercito del papa e lanciò un attacco su Napoli anche se non riuscì a strapparla agli spagnoli. Nel 1525 ciò che rimaneva dell'esercito venne sconfitto dalle forze imperiali a Pavia: il re Francesco I ed altri nobili francesi vennero catturati e presi in ostaggio. Giovanni riuscì a tornare in Francia illeso, ma senza aver ottenuto vittorie.
In seguito venne inviato a Roma come ambasciatore per Francia e Scozia presso lo Stato Pontificio: nel 1530 fu incaricato di negoziare con papa Clemente VII un matrimonio fra una Medici e Giacomo V di Scozia, forse una manovra per forzare Francesco I a rispettare una clausola del trattato di Rouen del 1517, dove era specificato che un re scozzese avrebbe avuto in sposa una francese. Nel maggio 1531 Giovanni venne informato che il matrimonio era sfumato e che Giacomo si sarebbe fidanzato con Cristina di Danimarca.
In seguito Francesco I aveva scritto a Giacomo V promettendogli una sposa francese e il re di Scozia incaricò Giovanni Stewart di contrattare le proprie nozze con Maria di Borbone (e in seguito si sposò con una delle figlie di Francesco I, Maddalena di Valois.
Francesco I e Giovanni Stewart si incontrarono in Alvernia il 10 luglio 1533 per ricevere Thomas Howard, duca di Norfolk e Carlo IV di Borbone-Vendôme. Nello stesso anno Caterina de' Medici, figlia di una sorella di sua madre, giunse in Francia per sposare Enrico secondogenito del re Francesco I, che divenne in seguito delfino dopo la morte del fratello maggiore Francesco di Valois.
Giovanni Stewart fu ancora con Francesca d'Alençon a Cambrai il 16 agosto 1535 quando Eleonora d'Asburgo, moglie di Francesco I, insieme alle figlie, incontrò Anna Jagellone, regina d'Ungheria.

## La discendenza e la morte
Giovanni morì il 2 giugno 1536 suo erede divenne James Hamilton, il secondo conte di Arran, nipote, per parte di padre, di Maria (13 maggio 1453-maggio 1488) figlia di Giacomo II di Scozia.
Giovanni non lasciò figli legittimi viventi, ma lasciò una figlia illegittima, Eleonora Stewart che venne legittimata e che sposò Giovanni de L'Hopital che più tardi divenne tutore del delfino Francesco di Valois.